# Ян Незмар
Ян Незмар (чеськ. Jan Nezmar, нар. 5 липня 1977, Опава) — чеський футболіст, що грав на позиції нападника.
Він провів значну частину своєї активної кар'єри в чеському клубі «Слован» (Ліберець), де він кілька років був капітаном, а після завершення кар'єри працював спортивним директором. Крім того Незмар є найкращим бомбардиром в історії клубу. 

## Ігрова кар'єра
Народився 5 липня 1977 року в місті Опава. Розпочав займатись футболом у клубі «Дружба» (Главніце), а 1994 року потрапив до школи клубу «Дольний Бенешов». 1996 року дебютував за цю команду на дорослому рівні у третьому дивізіоні Чехії, де провів три сезони, забивши за цей час 33 голи.
Влітку 1999 року Незмар перейшов до «Опави», у складі якої дебютував у вищому дивізіоні Чехії, в якому за сезон забив 8 голів у 24 матчах, втім його команда зайняла передостаннє 15 місце і вилетіла в Другу лігу.
Після цього Незмар влітку 2000 року став гравцем «Слована». Разом із півзахисником Вацлавом Колоушек і форвардом Їржі Штайнером він допоміг сформувати основні наступальні сили команди. У 2002 році «Слован» відсвяткував своє перше чемпіонство, а Незмар забив 14 м'ячів і був одним із ключових гравців команди того сезону.
Згодом протягом 2003—2005 років захищав кольори клубу «Словацко», а влітку 2005 року уклав контракт зі словацьким клубом «Ружомберок», у складі якого провів наступні півтора року своєї кар'єри гравця. Граючи у складі «Ружомберка» також здебільшого виходив на поле в основному складі команди і був одним з головних бомбардирів команди, маючи середню результативність на рівні 0,47 голу за гру першості. При цьому у першому сезоні клубом виграв «золотий дубль» — чемпіонат і Кубок Словаччини, а Незмар забив 17 голів.
На початку 2007 року Ян повернувся до «Слована», за який відіграв ще 5 сезонів. У сезоні 2010/11 в матчі проти «Богеміанса 1905» забив свій сотий гол у чемпіонаті, ставши 59-м членом чеського клубу бомбардирів. У сезоні 2011/12 Незмар з клубом вдруге виграв чемпіонат Чехії. 17 листопада 2012 року в грі проти «Вікторії» (Пльзень) (1:2) провів свій останній матч на професійному рівні і після закінчення першої половину сезону 2012/13 завершив професійну кар'єру.
В подальшому став виступати за німецький аматорський клуб «Оберлаузіц» Neugersdorf (Oberliga Süd, рівень 5. ліга), якому у сезоны 2014/15 допоміг вийти з Оберліги в Регіоналлігу, четвертий за рівнем дивізіон Німеччини. У травні 2016 року Незмар остаточно завершив ігрову кар'єру.
Паралельно з виступами на аматорському рівні в грудні 2012 року Незмар став спортивнмм директором «Слована» і пропрацював на цій посаді п'ять років. У листопаді 2017 року  отримав посаду спортивного директора в «Славії» (Прага).

## Титули і досягнення
- Чемпіон Чехії (2):

«Слован»: 2001–02, 2011-12
- Чемпіон Словаччини (1):

«Ружомберок»: 2005–06
- Володар Кубка Словаччини (1):

«Ружомберок»: 2005–06